# Masaki Murata
Masaki Murata (村田 聖樹?, Murata Masaki; Kawasaki, 29 agosto 1999) è un calciatore giapponese, centrocampista del Vejle.

## Carriera

### Club
Cresciuto nel settore giovanile del Kawasaki Frontale, nel 2018 si è trasferito in Germania dove ha giocato per una stagione e mezza in Oberliga (quinta divisione) con la maglia del Ginsheim e per sei mesi in Regionalliga con il Bayern Alzenau.
Rimasto svincolat per una stagione intera, nel luglio del 2021 ha firmato con il Valmiera dove, dopo una stagione di inserimento, si è stabilito come giocatore chiave a centrocampo facendo anche il suo esordio nelle competizioni europee. Il 14 gennaio 2023 ha firmato un contratto con il Sumqayıt, club della prima divisione azera, diventando subito uno dei titolari.
Il 6 luglio 2024 ha firmato un contratto triennale con il Vejle, club della prima divisione danese.

### Nazionale
Ha giocato con la nazionale giapponese Under-17.

## Statistiche

### Presenze e reti nei club
Statistiche aggiornate al 4 agosto 2025.
| Stagione        | Squadra         | Campionato      | Campionato | Campionato | Coppe nazionali | Coppe nazionali | Coppe nazionali | Coppe continentali | Coppe continentali | Coppe continentali | Altre coppe | Altre coppe | Altre coppe | Totale | Totale | Totale |
| Stagione        | Squadra         | Comp            | Pres       | Reti       | Comp            | Pres            | Reti            | Comp               | Pres               | Reti               | Comp        | Pres        | Reti        | Pres   | Reti   |        |
| --------------- | --------------- | --------------- | ---------- | ---------- | --------------- | --------------- | --------------- | ------------------ | ------------------ | ------------------ | ----------- | ----------- | ----------- | ------ | ------ | ------ |
| 2018-2019       | Ginsheim        | OL              | 27         | 3          | -               | -               | -               | -                  | -                  | -                  | HP          | 3           | 1           | 30     | 4      |        |
| 2019-gen. 2020  | Ginsheim        | OL              | 18         | 2          | -               | -               | -               | -                  | -                  | -                  | HP          | 2           | 0           | 20     | 2      |        |
| Totale Ginsheim | Totale Ginsheim | Totale Ginsheim | 45         | 5          |                 | -               | -               |                    | -                  | -                  |             | 5           | 1           | 50     | 6      |        |
| gen.-giu. 2020  | Bayern Alzenau  | RL              | 3          | 1          | -               | -               | -               | -                  | -                  | -                  | -           | -           | -           | 3      | 1      |        |
| 2021            | Valmiera        | VL              | 10         | 1          | CL              | 2               | 0               | -                  | -                  | -                  | -           | -           | -           | 12     | 1      |        |
| 2022            | Valmiera        | VL              | 32         | 2          | CL              | 2               | 0               | UECL               | 2                  | 1                  | -           | -           | -           | 36     | 3      |        |
| Totale Valmiera | Totale Valmiera | Totale Valmiera | 42         | 3          |                 | 4               | 0               |                    | 2                  | 1                  |             | -           | -           | 48     | 4      |        |
| gen.-giu. 2023  | Sumqayıt        | PL              | 16         | 0          | CA              | 0               | 0               | -                  | -                  | -                  | -           | -           | -           | 16     | 0      |        |
| 2023-2024       | Sumqayıt        | PL              | 35         | 1          | CA              | 3               | 0               | -                  | -                  | -                  | -           | -           | -           | 38     | 1      |        |
| Totale Sumqayıt | Totale Sumqayıt | Totale Sumqayıt | 51         | 1          |                 | 3               | 0               |                    | -                  | -                  |             | -           | -           | 54     | 1      |        |
| 2024-2025       | Vejle           | SL              | 6          | 0          | CD              | 1               | 0               | -                  | -                  | -                  | -           | -           | -           | 7      | 0      |        |
| 2025-2026       | Vejle           | SL              | 3          | 0          | CD              | 0               | 0               | -                  | -                  | -                  | -           | -           | -           | 3      | 0      |        |
| Totale Vejle    | Totale Vejle    | Totale Vejle    | 9          | 0          |                 | 1               | 0               |                    | -                  | -                  |             | -           | -           | 10     | 0      |        |
| Totale carriera | Totale carriera | Totale carriera | 150        | 10         |                 | 8               | 0               |                    | 2                  | 1                  |             | 5           | 1           | 165    | 12     |        |

## Palmarès

### Club

#### Competizioni nazionali
- Campionato lettone: 1

Valmiera: 2022